# Paul Lazarus (Mediziner)
Paul Lazarus (* 14. Oktober 1873 in Czernowitz; † 6. Oktober 1957 in Locarno) war ein deutscher Radiologe, der von 1901 bis 1936 in Berlin wirkte.

## Leben und Werk
Paul Lazarus stammte aus einer österreichischen Ärztefamilie und studierte an den Universitäten Heidelberg, Berlin und Wien, wo er im Jahr 1897 promovierte. Ab 1901 arbeitete er an der Charité in Berlin und schrieb in dieser Zeit mit dem Leiter der Abteilung, Ernst von Leyden, Arbeiten über Myelitis und Röntgenologie der Wirbelsäule. 1903 habilitierte sich Lazarus und wurde 1907 zum Professor ernannt. Von 1907 bis 1930 war er in Berlin Chefarzt am St. Marien-Krankenhaus und danach am St. Antonius-Krankenhaus.

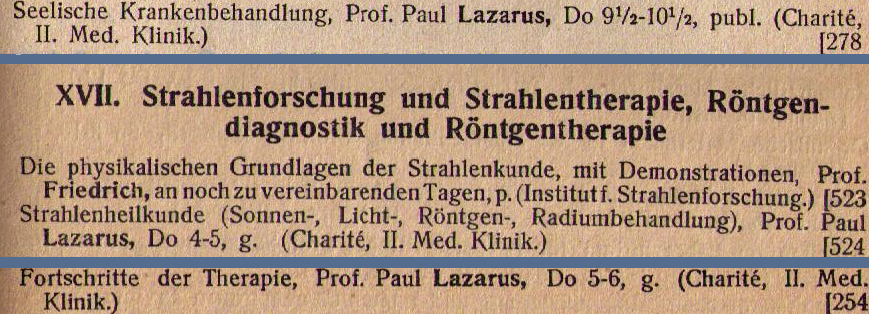
Paul Lazarus in den Vorlesungsverzeichnissen der Friedrich-Wilhelms-Universität zu Berlin. Der erste Ausschnitt stammt aus dem Sommersemester 1925, der zweite und dritte Ausschnitt aus dem Sommersemester 1927.

Er unterrichtete auch an der Friedrich-Wilhelms-Universität, der Berliner Universität. 1913 erschien das von ihm herausgegebene Handbuch der Radium-Biologie und Therapie in der ersten Auflage. Die zweite Auflage erschien in den Jahren 1928/31 in zwei Bänden. Zusätzlich zu der Tätigkeit als Herausgeber dieses Handbuchs war Lazarus Autor von über hundert wissenschaftlichen Arbeiten. Nach der „Machtergreifung“ durch die Nationalsozialisten wurde ihm 1933 die Lehrbefugnis für die Universität entzogen. Lazarus arbeitete bis 1936 weiter am St. Antonius-Krankenhaus in Berlin (dies allerdings nicht mehr in leitender Position) und floh dann mit seiner Familie in die Schweiz. In Fribourg war er noch einige Jahre als Chefarzt für Radioonkologie tätig.

## Veröffentlichungen
- als Herausgeber: Handbuch der Radium-Biologie und Therapie. J.F. Bergmann, Wiesbaden 1913.
- als Herausgeber: Handbuch der gesamten Strahlenheilkunde. J.F. Bergmann, München 1928 (Erster Band: Die physikalischen, chemischen und pathologischen Grundlagen der gesamten Strahlenbiologie und -therapie).
- als Herausgeber: Handbuch der gesamten Strahlenheilkunde. J.F. Bergmann, München 1931 (Zweiter Band: Strahlenklinik und spezielle therapeutische Methodik).
- Das St. Antonius-Krankenhaus Berlin-Karlshorst. Errichtet von den Marienschwestern. Grundsätze der modernen Krankenhaus-Behandlung. Berlin 1931.